# Пенар, Томас Эдвард
Томас Эдвард Пенар (1878—1936) — суринамско-американский инженер-электрик и орнитолог. Масон.

## Биография
Был сыном купца, имел двух братьев-орнитологов. С тринадцати лет в США, учился в государственной школе, а затем в Массачусетском технологическом институте, который окончил в 1900 году со степенью бакалавра электротехники. Начал работать в компании Edison Electric Illuminating Company в Бостоне, с которой затем оставался связан до конца жизни. В 1905 году он женился на Сабрине Грант, от которой родился сын Фредерик.

## Орнитология
Пенар интересовался птицами с ранних лет и приобрел коллекцию суринамских птиц. Однако только в 1918 году он опубликовал свои первые таксономические статьи по птицам тропической Америки и в особенности Суринама. Никогда не получал формального обучения орнитологической систематике, но быстро осознал принципы таксономии с помощью своего наставника Аутрама Бэнгса (1863—1932). В период с 1918 по 1927 год, часто вместе с Бэнгсом, он опубликовал более 30 орнитологических статей. Кроме того, он на несколько месяцев посетил свой старый дом в Суринаме и расширил свою коллекцию. В 1919 году он стал избранным членом Союза американских орнитологов (AOU). Его работа и здоровье заставили Пенара окончательно отказаться от сотрудничества с Бэнгсом. В 1930 году он продал свою коллекцию Музею сравнительной зоологии. Даже больше не публикуясь, Пенар не терял интереса к орнитологии и продолжал исследования в этой области, если позволяло время. Биография орнитолога Фредерика де ла Френе, о котором до этого было мало что известно, несмотря на его многочисленные публикации, была опубликована посмертно Пенаром.

## Другие интересы
Кроме орнитологии, Пенар также изучал фольклор Суринама. Вместе со своим братом Артуром Филипом он опубликовал несколько статей в Journal of American Folklore и De West Indische Gids в период с 1917 по 1929 год. Другой областью интересов Пенара была филателия. Он также приобрел огромную библиотеку научных книг, в которой также были очень редкие произведения и владел ценной коллекцией суринамских предметов.